# Manugur
Manugur é uma vila no distrito de Khammam, no estado indiano de Andhra Pradesh.

## Demografia
Segundo o censo de 2001, Manugur tinha uma população de 32 539 habitantes. Os indivíduos do sexo masculino constituem 51% da população e os do sexo feminino 49%. Manugur tem uma taxa de literacia de 62%, superior à média nacional de 59,5%: a literacia no sexo masculino é de 72% e no sexo feminino é de 52%. Em Manugur, 11% da população está abaixo dos 6 anos de idade.